# Psychoda disacca
Psychoda disacca és una espècie d'insecte dípter pertanyent a la família dels psicòdids que es troba a Austràlia: Victòria.